# Duck Hunt
Duck Hunt (яп. ダックハント Дакку Ханто) — видеоигра для игровой консоли NES, выпущенная Nintendo в 1984 году. Предназначена для игры с использованием светового пистолета NES Zapper. Всего было продано более 28 млн экземпляров игры, что сделало Duck Hunt второй по продаваемости игрой на NES.

## Игровой процесс

Кадр из игры Duck Hunt, режим игры A

Как и многие ранние игры для NES, Duck Hunt — аркада без определённой концовки. Игроку предлагается три режима игры — Game A, Game B и Game C. В первых двух режимах игрок должен стрелять по уткам с помощью светового пистолета. В режиме игры A за раунд вылетает одна утка, в режиме B — две. Режим C заключается в уничтожении одной или нескольких небольших удаляющихся тарелок (имитация стендовой стрельбы). Этот режим сложнее первых двух из-за уменьшения размера цели.
Цель каждого уровня — попасть в определенное количество объектов. Если игрок не сможет этого достичь, игра завершается. С каждым новым уровнем мишени начинают ускоряться. Когда игрок достигает уровня 99 и проходит его, уровень меняется на 00, однако после этого игру пройти невозможно — мишени начинают перемещаться непредсказуемым образом или вовсе пропадать.
Малоизвестный факт, но утками можно было управлять со второго джойстика, это было даже описано в инструкции к игре. По сюжету уток заставляла взлетать безымянная охотничья собака. На попадание в цель отводится три патрона. При попадании собака победно высовывается из травы с добычей, при промахе — смеётся.

## Восприятие
Журнал Nintendo Power отдал игре Duck Hunt 155-е место в перечне Nintendo Power Top 200. Сайт IGN поставил её на 77 место среди 100 лучших игр для NES.